# Mélodie en sous-sol
Mélodie en sous-sol és una pel·lícula dramàtica francesa del 1963 dirigida per Henri Verneuil. La pel·lícula està basada en la novel·la The Big Grab de Zekial Marko.

## Argument
Charles surt de la presó després de complir cinc anys per intent de robatori. La seva dona vol que vagi pel bon camí, però immediatament comença a fer plans per robar el casino de Canes. Charles contracta dos ajudants: Francis, un jove a qui posa a la presó, i el cunyat de Francis, Louis. Francis és un petit lladre descontentat amb la seva trajectòria de classe treballadora, mentre que Louis és un mecànic humil, gairebé completament honest fins a una falla.
Charles ordena a Francis que vagi al casino davant d'ell, que creï una història de portada com a jugador acomodat i que trobi un mitjà per accedir al backstage, que serà crucial en la ruta cap a l'eix de l'ascensor que és l'únic mitjà. a la volta del soterrani on es guarda el producte del casino. Francis ho fa començant un romanç amb la ballarina Brigitte. Tanmateix, gaudint de la seva façana acomodada, es veu tan atrapat en el festeig de Brigitte que sovint ignora les comunicacions de Charles, cosa que gairebé fa que el robatori sigui cancel·lat fins que Francis li assegura que pot seguir el complex pla. Mentrestant, Louis li diu a Charles que renunciarà a la seva part dels diners, tement que el sedueixin els luxes que li pugui comprar i que això condueixi a un comportament més il·legal.
La nit del robatori, Francis trenca amb Brigitte, però observa la seva actuació. Un cop acaba l'espectacle, s'amaga entre bastidors, va al terrat del casino i baixa primer al sistema de ventilació del casino i, finalment, a l'eix de l'ascensor. Entra a la sala de recompte, sotmet el caixer principal i els seus ajudants, després deixa entrar en Charles, que posa els diners en un parell de bosses. Els dos marxen amb mil milions de francs. Francis amaga els diners al vestidor d'una piscina.
L'endemà, Charles envia inesperadament a Louis en un tren fora de la ciutat i demana reunir-se amb Francis immediatament. Mostra a Francis la portada del diari: hi ha una fotografia amb Francis, feta la nit anterior mentre estava veient l'espectacle. Charles li diu a Francis que és massa arriscat i, per tant, deixarà el complex ràpidament i enviarà a Francis la seva part més tard. Li ordena que agafi les bosses i li torni en un intercanvi a l'aire lliure prop de la piscina. En Francis recupera les bosses, però descobreix que la policia és a tot arreu a la zona de la piscina, cosa que dificulta passar els diners a Charles, que està esperant a una taula. Aleshores, Francis escolta el caixer dient als detectius que recorda l'aspecte de les maletes utilitzades per portar els diners.
Desesperat, Francis posa les bosses a la piscina. Una bossa s'obre, i en Francis i en Charles miren impotents mentre els diners que hi ha dins suren a la part superior de la piscina.

## Repartimentt
- Jean Gabin : Mister Charles
- Alain Delon : Francis Verlot
- Claude Cerval : Commissioner
- Maurice Biraud : Louis Naudin
- Viviane Romance : Ginette
- Carla Marlier : Brigitte
- Dora Doll : Comtessa Doublianoff
- Henri Virlojeux : Mario
- José Luis de Vilallonga : Mister Grimp
- Rita Cadillac : Liliane
- Anne-Marie Coffine : Marcelle
- Jean Carmet : Barman
- Jimmy Davis : Sam
- Dominique Davray : Léone

## Producció
El guionista Michel Audiard va trobar la novel·la The Big Grab de l'autor estatunidenc Zekial Marko (utilitzant el pseudònim de John Trinian) a través de la seva editorial francesa Série noire, i va suggerir adaptar la pel·lícula al productor Jacques Bar. La producció franco-italiana va rebre un important suport de MGM, que la va estrenar als Estats Units i altres territoris.
El paper principal de Charles sempre va ser pensat per a Jean Gabin, però el paper secundari de Francis estava previst inicialment per a Jean-Louis Trintignant. Alain Delon va saber parlar del projecte i va pressionar a Bar per al paper, dient: "Vull fer aquesta pel·lícula". Delon, que va guanyar fama per les pel·lícules fetes a Itàlia amb el director Luchino Visconti, estava ansiós per treballar en projectes més lleugers amb un atractiu més ampli per al públic, però els productors estatunidencs de la pel·lícula consideraven que Delon, a diferència de Gabin, no era ben conegut fora de França i Itàlia, i es van oposar al seu càsting, dient: "Si vol fer la pel·lícula, que la faci gratis".
Delon va oferir un compromís, prenent els drets de distribució de la pel·lícula en determinats països en lloc d'un sou directe. Com que això no s'havia fet mai abans a França, això es coneixia com "el mètode de Delon". L'aposta va donar els seus fruits, i Jean Gabin va afirmar més tard que Delon va guanyar deu vegades més diners que ell com a resultat. Tanmateix, el 1965, Delon va afirmar que "ningú més ho ha provat des d'aleshores i ha guanyat diners".

## Recepció
The Washington Post called the film "va qualificar la pel·lícula d'"enlluernadora... una de les millors d'aquest tipus en anys." Bosley Crowther de The New York Times va dir que era una de les deu millors pel·lícules de l'any.
The Mystery Writers of America va donar a la pel·lícula un "Edgar" com a millor pel·lícula estrangera de l'any.
El cineasta japonès Akira Kurosawa va citar aquesta pel·lícula com una de les seves 100 pel·lícules preferides.

## Banda sonora
La partitura instrumental de jazz va ser composta per Michel Magne. Un arranjament del tema principal va ser gravat pel músic estatunidenc Jimmy Smith, i publicat com a senzill a Verve Records, que era propietat de MGM en aquell moment; va assolir el punt 96 tant a la llista Billboard Hot 100 com a la llista Hot R&B Sides. Smith més tard va llançar l'àlbum Any Number Can Win a Verve, que va incloure la seva gravació del tema de la pel·lícula amb altres portades i algunes composicions originals.

## Versió alternativa
Una versió en color de la pel·lícula es va crear el 1994 i es va emetre a la televisió francesa el 1996. Aquesta versió va durar 14 minuts més curta, amb moltes escenes truncades però gairebé cap eliminada completament. Només la versió en blanc i negre va rebre un llançament de DVD als Estats Units, mentre que la majoria dels llançaments de DVD d'altres països han ofert tant la versió completa en blanc i negre com la versió en color més curta.